# Chariots (バンド)
chariots（チャリオッツ）は、日本のヴィジュアル系ロックバンド。所属事務所はUNDER CODE PRODUCTION。

## 概要
2007年10月、Phantasmagoriaの解散後、バンドを続けていきたいという意向を示したボーカル・戮のために、プロデューサー・KISAKIがメンバーを集めて結成された。「Aggressive art」をコンセプトに、KISAKIプロデュースの下、関東・関西圏を中心にライブ活動を行い、シングルの連続リリースなどを行う。
バンド名はタロットカードの「戦車」に由来し、「正義の戦士」「理性を失くすと凶暴さを増していく」という意味がバンドの未来図に合致していたため。バンド名に表された攻撃的な音楽性とPhantasmagoriaから引き継がれたメロディアスな部分の融合を目指す。
2009年に戮以外の現メンバー全員が脱退することを発表、2010年2月にはラストワンマンライブを敢行し、活動を休止した。現在は、戮のソロプロジェクトとなっている。
2012年、正式メンバーを入れてのバンド活動を再開。翌年の5月26日に再び活動を休止。
2016年4月15日、新メンバーを迎え入れて活動を再開。2017年10月にギターのKAZが失踪し、後に脱退扱いとなる。このため11月23日をもって活動休止状態に入るが、活動再開の目途が立たないため、2018年4月をもって解散予定。

## メンバー
- ボーカル:戮（リク、1月3日[5] - ）兵庫県出身。元Phantasmagoria。chariotsと並行して、凛-the end of corruption world-のボーカルとして活動。
- ギター:KAZ（8月19日 - ）東京都出身。 ex.Ⅶ-Sense　2017年秋頃に突如失踪し、同年10月10日をもって脱退となる。
- ベース:迅（11月25日 - ）神奈川県出身。 ex.UnsraW　元サポートメンバー
- ドラム:美影（3月12日 - ）ex.Ⅶ-Sense

### サポートメンバー
- ギター:シノ（9月23日 - ）東京都出身。 from.MiU
- ドラム:斐静（4月28日 - ）from.dolore

### 旧メンバー
- ギター:秋都（1月18日 - ）岐阜県出身。ex.Pashya 2010年2月27日脱退。脱退後名前をKANATAに改名後、凛-the end of corruption worldでギターリストとして活躍[1]
- ギター:知（7月28日 - ）愛知県出身。ex.the Pumpkin Head 2010年2月27日脱退。[1]
- ベース:憂里（5月26日 - ）愛知県出身。ex.ジャガー 2008年12月25日脱退。[1]
- ベース:絽希（7月12日 - ）愛知県出身。ex.the Pumpkin Head 2009年1月1日加入。2010年2月27日脱退。[1]
- ドラム:零也（4月19日 - ）愛知県出身。ex.Pashya 2010年2月27日脱退。[1]

## ディスコグラフィ－

### シングル
1. Jade/cold pray（2007年12月5日）2タイプ同時発売。オリコンインディーズチャート初登場7位
2. 唯（2008年3月12日）3カ月連続リリース第一弾。オリコンインディーズチャート初登場6位
3. 我（2008年4月16日）3カ月連続リリース第二弾。オリコンインディーズチャート初登場4位
4. 独（2008年5月14日）3カ月連続リリース第三弾。オリコンインディーズチャート初登場3位
5. トリガー（2008年11月12日）2タイプ同時発売。
6. ablaze my sorrow（2009年4月8日）豪華盤、通常盤同時発売。オリコンインディーズチャート初登場5位
7. 光（2009年10月7日）Chariotsコンセプトシングル第一弾。
8. 灰（2009年11月4日）Chariotsコンセプトシングル第二弾。
9. 闇（2009年12月9日）Chariotsコンセプトシングル第三弾。

### ミニアルバム
1. 錆び付いた銃弾（2008年12月10日）
2. 凍て付いた銃口（2008年12月10日）
3. 今軌跡省ミル-唯我独尊完全盤-（2009年7月15日）2タイプ同時発売

### ベストアルバム
1. package（2010年2月3日）2010年解散時メンバーセレクションベストアルバム

### DVD
- 尊（2008年6月25日）
- 銃声、そこから始まる（2009年2月18日）

### 会場限定
- 亜種（2010年12月15日）